# Rai 4
Rai 4 est une chaîne semi-généraliste[Quoi ?] italienne appartenant au groupe audiovisuel public Rai.

## Organisation
- Carlo Freccero (depuis le 14 juillet 2008)

## Programmes
La programmation de Rai 4 est composé de  séries, de téléfilms, de télé réalités et d'animés.

### Séries télévisées
- Desperate Housewives
- Dead Zone
- Doctor Who
- Les 4400
- Life on Mars
- Numb3rs
- New York Undercover
- Lip Service
- Lost : Les Disparus
- Sanctuary
- Battlestar Galactica

### Animés
- Aria The Animation
- Gurren Lagann
- Code Geass : Lelouch of the rebellion
- Code Geass - Lelouch of the Rebellion R2
- Eureka Seven
- Soul Eater
- Toradora!
- Welcome to the NHK
- Ergo Proxy
- Puella Magi Madoka Magica
- Ano hana
- Planetes
- La Mélancolie de Haruhi Suzumiya
- Mawaru Penguindrum
- Nana
- Noein
- Dennou Coil
- Psycho-Pass
- Romeo x Juliet
- Special A
- Sword Art Online
- Steins;Gate
- Tokyo Magnitude 8.0